# Elisabeth Järnefelt

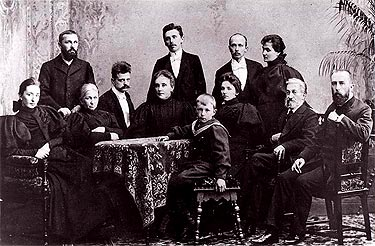
La famiglia Järnefelt con il compositore Jean Sibelius
In piedi: Arvid, Armas, Eero e sua moglie Saimi.
Seduti: Aino Sibelius, Elisabeth, Jean Sibelius, Emmy (moglie di Arvid) ed Eero (figlio di Arvid), Elli, Mikael Clodt von Jürgensburg (fratello di Elisabeth) e Kasper.
Questa foto è stata scattata dopo la morte di August Alexander Järnefelt nel 1896.

Elisabeth Järnefelt, nata Clodt von Jürgensburg (San Pietroburgo, 11 gennaio 1839 – Helsinki, 3 febbraio 1929), è stata una mecenate e salonista finlandese, nota come "la madre dell'arte e della cultura finlandese".

## Biografia
I genitori di Elisabeth erano il generale e incisore di legno Konstantin Karlovitj Clodt von Jürgensburg e Catharina Vigné. Fu educata prima in una scuola femminile e poi in casa, e cresciuta a San Pietroburgo in Russia.
Elisabeth sposò August Aleksander Järnefelt il 22 dicembre 1857 a San Pietroburgo e si stabilì con lui a Helsinki, in Finlandia. I loro figli erano Kasper, Arvid, Erik, Ellida, Ellen, Armas, Aino, Hilja e Sigrid. Armas, Arvid ed Erik erano personaggi famosi della cultura finlandese. La figlia Aino Järnefelt era sposata con il compositore Jean Sibelius. Elisabeth Järnefelt era anche una buona amica dello scrittore Juhani Aho.
Il suo matrimonio non fu felice. Dopo la nascita del loro ultimo figlio, il marito decise di vivere in castità: è stato descritto come un patriarca severo a cui non piaceva spendere soldi e, secondo quanto riferito, Elisabeth Järnefelt era costretta a chiedere ad amici e parenti prestiti per gestire l'economia domestica, perché si rifiutava di darle abbastanza fondi. Alla fine, la coppia trascorreva il maggior tempo possibile lontani l'uno dall'altra: dal 1876 in poi parlarono solo attraverso i messaggi consegnati dai loro figli. Entrambi, tuttavia, continuarono a intrattenere buoni rapporti con i propri figli nonostante il rapporto personale. È possibile che lei abbia avuto una relazione con Johannes Brofeldt (chiamato anche Juhani Aho) negli anni 1880, ma non fu mai confermato.
Elisabeth Järnefelt divenne una figura centrale della cultura finlandese come anfitrione di un salone letterario a Helsinki, chiamato "Järnefelts skola" (scuola Järnefelt), incentrato sulla letteratura scandinava, finlandese e russa. Era anche il centro della discussione su politica, religione ed uguaglianza. Quando i suoi figli erano all'università, il suo salone divenne un centro del movimento finlandese del nazionalismo finlandese, l'associazione K.P.T. o "koko programmi toimeen", che lavorava per introdurre la lingua finlandese nell'allora Russia finlandese, dove la lingua svedese era appannaggio delle classi superiori. L'"Elisabeths krets" (Circolo di Elisabeth), come veniva anche chiamato il salone, è considerato il punto di partenza del moderno realismo della lingua finlandese e dei primi scrittori di lingua finlandese. Era una seguace del movimento Tolstoyan, probabilmente la prima in Finlandia. Chiuse il salone quando il marito si trasferì a Vasa alla fine degli anni 1880.
Dopo la morte del marito nel 1896, acquistò la sua fattoria, Vieremä, dove visse fino a quando non si trasferì con suo figlio vedovo Kasper nel 1906, con il quale visse il resto della sua vita. Visse con la pensione assegnata dalla Russia zarista per il fatto che il suo defunto coniuge era un generale russo, ma la perse dopo la Rivoluzione russa del 1917 e trascorse i suoi ultimi anni con mezzi ridotti.